# Eo biển Cook
Eo biển Cook nằm giữa đảo Bắc và đảo Nam của New Zealand. Eo biển này nối biển Tasman với vùng Tây Bắc Thái Bình Dương với vùng Đông Nam, và chạy qua thủ đô Wellington của nước này. Độ rộng của nó là 22 kilômét (14 mi) tại điểm hẹp nhất, và được coi là một trong những vùng biển nguy hiểm và khó lường nhất trên thế giới.
Eo biển này được đặt tên của James Cook, thuyền trưởng châu Âu đầu tiên đi qua nó vào năm 1770. Trong tiếng Māori nó có tên Raukawa hoặc Raukawa Moana, có nghĩa "lá cay đắng".

## Sách tham khảo
- Grady, Don (tháng 9 năm 1982). Perano Whalers of Cook Strait, 1911-1964. Intl Specialized Book Service. tr. 238. ISBN 978-0-589-01392-9.
- Harris, Thomas Frank Wyndham (1990). Greater Cook Strait. DSIR Marine and Freshwater. tr. 212. ISBN 0-477-02580-3.